# رهنورد زریاب
رَهنورد زریاب (زاده ۳ شهریور / سنبله در کابل – درگذشته ۲۱ آذر ۱۳۹۹ در کابل) نویسنده‌ای معاصر در عرصهٔ داستان‌های کوتاه و یک روزنامه‌نگار اهل افغانستان بود.

## زندگی
محمداعظم رهنورد زریاب در ۳ سنبلهٔ سال ۱۳۲۳ در کابل چشم به جهان گشود. پدرش از غزنی و مادرش از شمال کشور افغانستان بود.
زریاب بعد از به پایان رساندن لیسه حبیبیه وارد دانشگاه کابل شد و رشته خبرنگاری را انتخاب کرد. مدتی پس از پایان تحصیل با استفاده از یک بورس تحصیلی به بریتانیا رفت و از دانشگاه ویلز جنوبی گواهی‌نامهٔ کارشناسی ارشد گرفت.
رهنورد زریاب در اوایل دههٔ ۱۳۷۰ خورشیدی به فرانسه مهاجرت کرد و پس از سقوط طالبان به کابل بازگشت و برای مدتی به عنوان مشاور وزارت اطلاعات و فرهنگ کار کرد. پس از آن کار خود را به عنوان ویراستار در تلویزیون طلوع به عنوان ویراستار ادامه داد. او همچنین به عنوان رئیس انجمن نویسندگان افغانستان نیز کار کرده بود.
در پاییز سال ۱۳۹۱ منوچهر فرادیس نویسنده افغانستانی، نشری را به نام محمداعظم رهنورد زریاب تأسیس کرد. اکنون این نشر، از ناشران صاحب‌نام و مهم افغانستان در حوزه پارسی زبان حساب می‌شود که آثار ادبی پارسی زبان و جهان را منتشر کرده است.
رهنورد زریاب از نظر شمار نوشته‌ها پرکارترین نویسنده افغانستان در چند دههٔ اخیر بود و به سبک‌های گوناگون می‌نوشت.
زریاب که در هفته‌های پایانی عمرش به کرونا مبتلا شده بود؛ در ۲۱ آذر ۱۳۹۹ (۱۱ نوامبر ۲۰۲۰) در بیمارستان ۴۰۰ بستر (تخت) کابل درگذشت.
رهنورد زریاب مقالاتی نیز درباه دربارهٔ صادق هدایت و بزرگ علوی نوشته است.
همسر او سپوژمی زریاب، نویسنده‌ای نامدار در افغانستان است. این زوج، سه فرزند دارند.

## فعالیت‌ها
رهنورد زریاب پس از خدمت سربازی به این وظایف اشتغال داشت:
- خبرنگار در هفته‌نامه ژوندون؛
- مدیر عمومی خبرنگاران روزنامه اصلاح ـ انیس؛
- مدیر مسئول فصلنامهٔ ARYANA (Afghanistan Republic) که به زبان انگلیسی چاپ می‌شد.
- مدیر عمومی دفتر «معرفی افغانستان» (Publicity for Afghanistan؛
- مسئول بخش هنر در وزارت اطلاعات و فرهنگ؛
- آمر دفتر فرهنگ مردم؛
- دبیر روزنامهٔ The Kabul New Times؛
- دبیر بخش داستان‌نویسی اتحادیهٔ نویسندگان؛
- رئیس اتحادیهٔ نویسندگان افغانستان از ۱۳۶۸ تا ۱۳۷۰؛
- مشاور وزارت اطلاعات و فرهنگ افغانستان در دوران حامد کرزی که از این پست استعفا کرد.[نیازمند منبع]

## رمان‌های ناتمام
- سیب و ارستاطالیس
- رازهای دایه پیر
- و سرانجام آقای سحرخیز بیدار می‌شود
- زن بدخشانی
- رهنورد زریاب فیلمنامهٔ فیلم «اختر مسخره» را نیز نوشته است.[نیازمند منبع]